# 龍野郵便局
龍野郵便局（たつのゆうびんきょく）は兵庫県たつの市にある郵便局。民営化前の分類では集配普通郵便局であった。

## 概要
住所：〒679-4199 兵庫県たつの市龍野町富永452-5

## 沿革
- 1872年（明治4年）旧12月 - 龍野郵便取扱所として開設[1]。
- 1873年（明治6年） - 龍野郵便役所となる。
- 1875年（明治8年）1月1日 - 龍野郵便局（四等）となる。
- 1878年（明治11年） - 為替取扱を開始。
- 1879年（明治12年） - 貯金取扱を開始。
- 1891年（明治24年）3月16日 - 龍野郵便電信局となる。
- 1903年（明治36年）4月1日 - 通信官署官制の施行に伴い龍野郵便局となる。
- 1953年（昭和28年）1月16日 - 電気通信業務取扱を龍野電報電話局に移管[2]。
- 1957年（昭和32年）10月1日 - 電話通話および和文電報受付事務の取扱を開始。同日、神岡郵便局[3]および揖西郵便局[4]から集配業務を移管。
- 195x年 - 竜野郵便局に改称。
- 1959年（昭和34年）4月16日 - 特定郵便局から普通郵便局に局種別改定。
- 1978年（昭和53年）10月23日 - 龍野市龍野町本町から同市龍野町富永に移転。
- 1993年（平成5年）4月1日 - 龍野郵便局に改称。
- 1999年（平成11年） - 外国通貨の両替および旅行小切手の売買に関する業務取扱を開始。
- 2007年（平成19年）2月5日 - 揖保川郵便局（〒671-1699→〒671-1621）、御津郵便局（〒671-1399→〒671-1341）から集配業務を移管[5]。
- 2007年（平成19年）10月1日 - 民営化に伴い、併設された郵便事業龍野支店に一部業務を移管。
- 2012年（平成24年）10月1日 - 日本郵便株式会社の発足に伴い、郵便事業龍野支店を龍野郵便局に統合。

## 取扱内容
- 郵便、印紙、ゆうパック、内容証明
- 貯金、為替、振替、振込、国際送金、国債、投資信託
- 生命保険、バイク自賠責保険、自動車保険
- 地方公共団体事務（兵庫県住宅再建共済基金利用申込取次事務）
- ゆうちょ銀行ATM
- たつの市内の一部地域（〒679-41xx、〒679-40xx、〒671-16xx、〒671-13xxの地域）の集配業務
- ゆうゆう窓口

## 周辺
- たつの市役所
- 兵庫県龍野庁舎
- 国道179号

## アクセス
- JR姫新線 本竜野駅から徒歩約12分
- 神姫バス 富永二丁目停留所もしくは四箇停留所下車
- 山陽自動車道 龍野ICから北東へ約800m
- 駐車場あり：25台